# Pont-canal de La Croix
Le pont-canal de La Croix permettait au canal de Berry de franchir le Chadet (ruisseau de la Roche), un cours d'eau alimentant en partie les douves du château d'Ainay-le-Vieil, dans le département du Cher, en France.

## Description

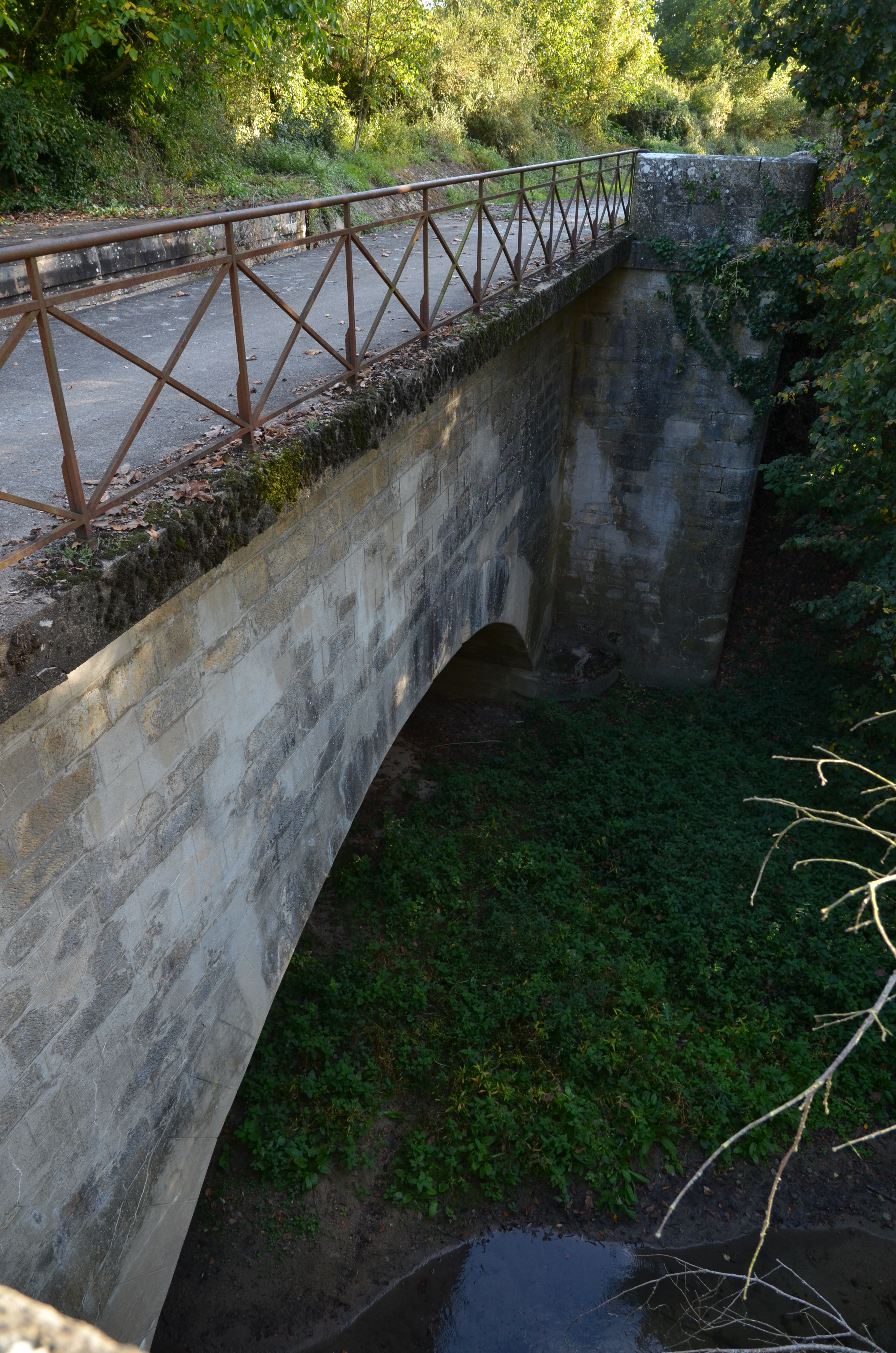
Face aval.

Le pont-canal de La Croix est situé sur la commune d'Ainay-le-Vieil dans le département du Cher en région Centre-Val de Loire. Il est aussi nommé Pont Chatard. L'édifice de dimensions modestes fut bâti à la même période que son voisin, le pont-canal de La Tranchasse situé 300 m au nord. Il est porté par une unique arche en pierres de taille, ce qui en fait le plus petit du canal de Berry.
- Largeur totale : 3 mètres
- Longueur totale : 10 mètres
- Hauteur totale : 4 mètres

## Protection
Le pont-canal de La Croix est inscrit au titre des monuments historiques par arrêté du 15 avril 2009.

## Valorisation du patrimoine
Dès 2010, la création d’une « véloroute » et le passage d’un réseau de fibre optique sur les berges du canal permettent le maintien.